# Marie Curie
Maria Salomea Skłodowska-Curie, más conocida como Marie Curie o Madame Curie (Varsovia, 7 de noviembre de 1867-Passy, 4 de julio de 1934), fue una física y química de origen polaco. Pionera en el campo de la radiactividad, es la primera y única persona en recibir dos premios Nobel en distintas especialidades científicas: Física y Química. También fue la primera mujer en ocupar el puesto de profesora en la Universidad de París y la primera en recibir sepultura con honores en el Panteón de París por méritos propios en 1995.
Nació en Varsovia, en lo que entonces era el Zarato de Polonia (territorio administrado por el Imperio ruso). Estudió clandestinamente en la «universidad flotante» de Varsovia y comenzó su formación científica en dicha ciudad. En 1891, a los 24 años, siguió a su hermana mayor Bronisława Dłuska a París, donde culminó sus estudios y llevó a cabo sus trabajos científicos más sobresalientes. Compartió el premio Nobel de Física de 1903 con su marido Pierre Curie y el físico Henri Becquerel. Años después, ganó en solitario el premio Nobel de Química de 1911. Aunque recibió la ciudadanía francesa y apoyó a su nueva patria, nunca perdió su identidad polaca: enseñó a sus hijas su lengua materna y las llevaba a sus visitas a Polonia. Nombró el primer elemento químico que descubrió, el polonio, como su país de origen.
Sus logros incluyen los primeros estudios sobre el fenómeno de la radiactividad (término que ella misma acuñó), técnicas para el aislamiento de isótopos radiactivos y el descubrimiento de dos elementos —el polonio y el radio—. Bajo su dirección, se llevaron a cabo los primeros estudios en el tratamiento de neoplasias con isótopos radiactivos. Fundó el Instituto Curie en París y en Varsovia, que se mantienen entre los principales centros de investigación médica en la actualidad. Durante la Primera Guerra Mundial creó los primeros centros radiológicos para uso militar. Murió en 1934 a los 66 años, en el sanatorio Sancellemoz en Passy, por una anemia aplásica causada por la exposición a la radiación de tubos de ensayo con radio que guardaba en los bolsillos en el trabajo y en la construcción de las unidades móviles de rayos X de la Primera Guerra Mundial.

## Infancia y estudios en Polonia

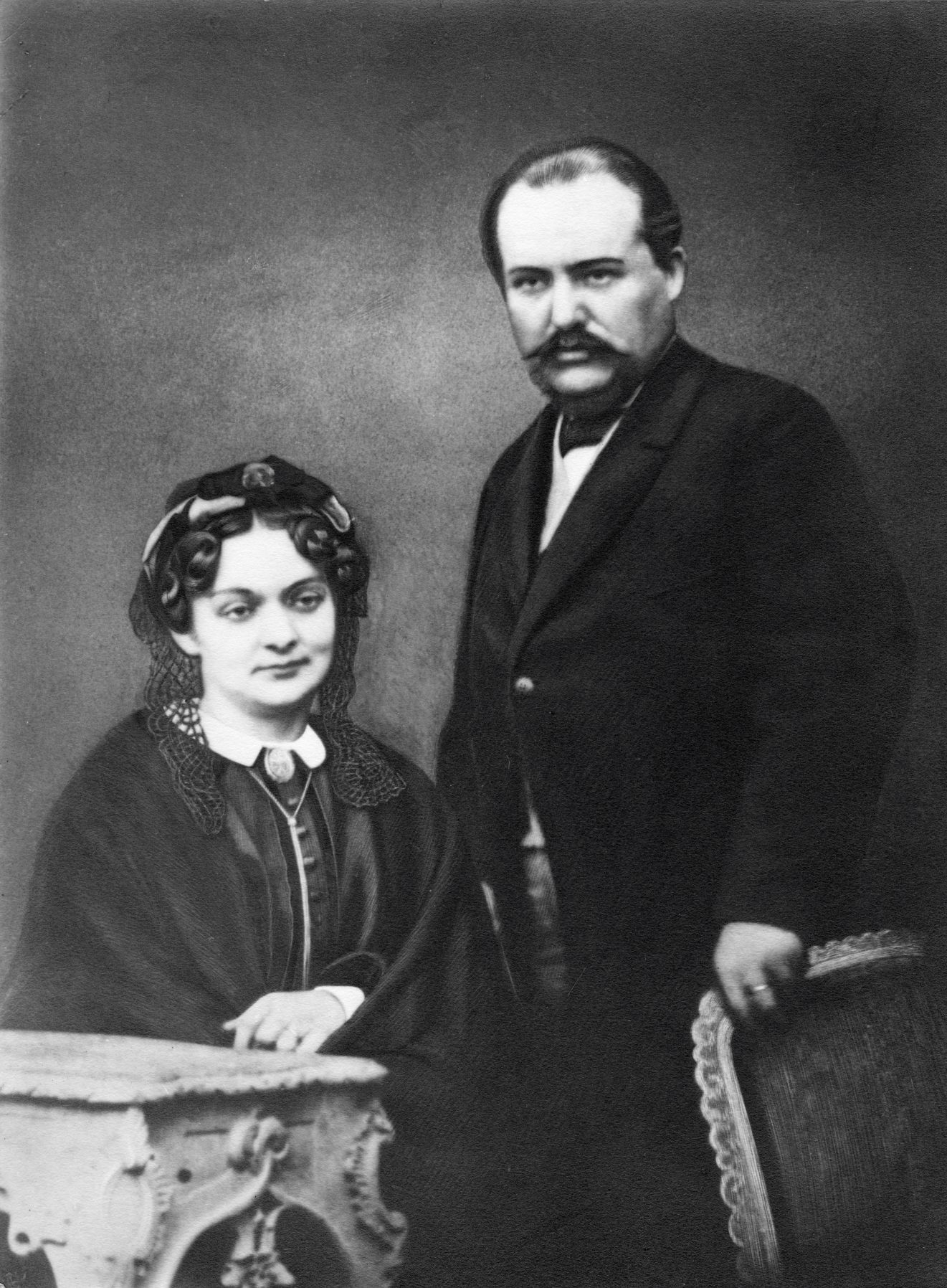
Bronisława Boguska y Władysław Skłodowski, padres de Maria.

Nació el 7 de noviembre de 1867 en Varsovia (capital de la partición rusa de Polonia). Fue la quinta hija de Władysław Skłodowski, profesor de enseñanza media en Física y Matemáticas, y Bronisława Boguska, maestra, pianista y cantante. Maria tuvo cuatro hermanos mayores: Zofia (1862-1876), Józef (1863-1937), Bronisława (1865-1939) y Helena (1866-1961).
Tanto la familia de su padre como la de su madre habían perdido sus propiedades y fortunas durante las sublevaciones nacionalistas polacas en inversiones patrióticas destinadas a restablecer la independencia del país. Esto obligó a la nueva generación —Maria, sus hermanas mayores y su hermano— a una lucha difícil para salir adelante en la vida. En aquel tiempo, la mayor parte de Polonia estaba ocupada por el Imperio ruso, país que —tras varias revueltas nacionalistas sofocadas violentamente— había impuesto su lengua y sus costumbres. Junto con su hermana Helena, Maria asistió a clases clandestinas ofrecidas en un pensionado en las que se enseñaba la cultura polaca.
Su abuelo paterno, Józef Skłodowski, había sido un respetado maestro en Lublin, donde enseñó al joven Bolesław Prus, quien se convertiría en una figura destacada de la literatura polaca. Władysław Skłodowski era profesor de Matemáticas y Física —disciplinas en que su hija estuvo interesada— y llegó a dirigir dos gimnasios para varones en Varsovia. Cuando las autoridades rusas suprimieron la instrucción de laboratorio de las escuelas polacas, Władysław trasladó gran parte de los aparatos e instrumental a su casa e instruyó a sus hijos en su uso.
Finalmente, Władysław fue despedido por sus supervisores rusos debido a su sentimentalismo polaco y forzado a asumir cargos de baja remuneración. La familia también perdió dinero en una mala inversión y tuvieron que suplir sus ingresos con el alojamiento nocturno de niños en la casa. La madre de Maria —Bronisława— había administrado un prestigioso internado para niñas en Varsovia, pero renunció al cargo después del nacimiento de su última hija. Murió de tuberculosis en mayo de 1878, cuando Maria tenía diez años. Los primeros años de Maria estuvieron marcados por la muerte de su hermana Zofia como consecuencia del tifus que contrajo de uno de los niños alojados en casa. Władysław era ateo, pero Bronisława era una devota católica; a raíz de la muerte de su madre y hermana, Maria cuestionó su fe católica y se volvió agnóstica o, como aseguró su hija Ève, atea como su padre Władysław.
Cuando tenía diez años de edad, Maria Skłodowska asistió al internado J. Sikorska; después se trasladó a un instituto para niñas, del que se graduó el 12 de junio de 1883 con una medalla de oro. Luego de un colapso (posiblemente por depresión), pasó el año siguiente en la campiña con los parientes de su padre y en 1885 con su padre en Varsovia, donde recibió algunas tutorías. No pudo inscribirse en una institución regular de educación superior porque era mujer, así que junto a su hermana Bronisława ingresó en la clandestina «universidad flotante» (en polaco: Uniwersytet Latający), una institución patriótica de educación superior que admitía mujeres estudiantes.

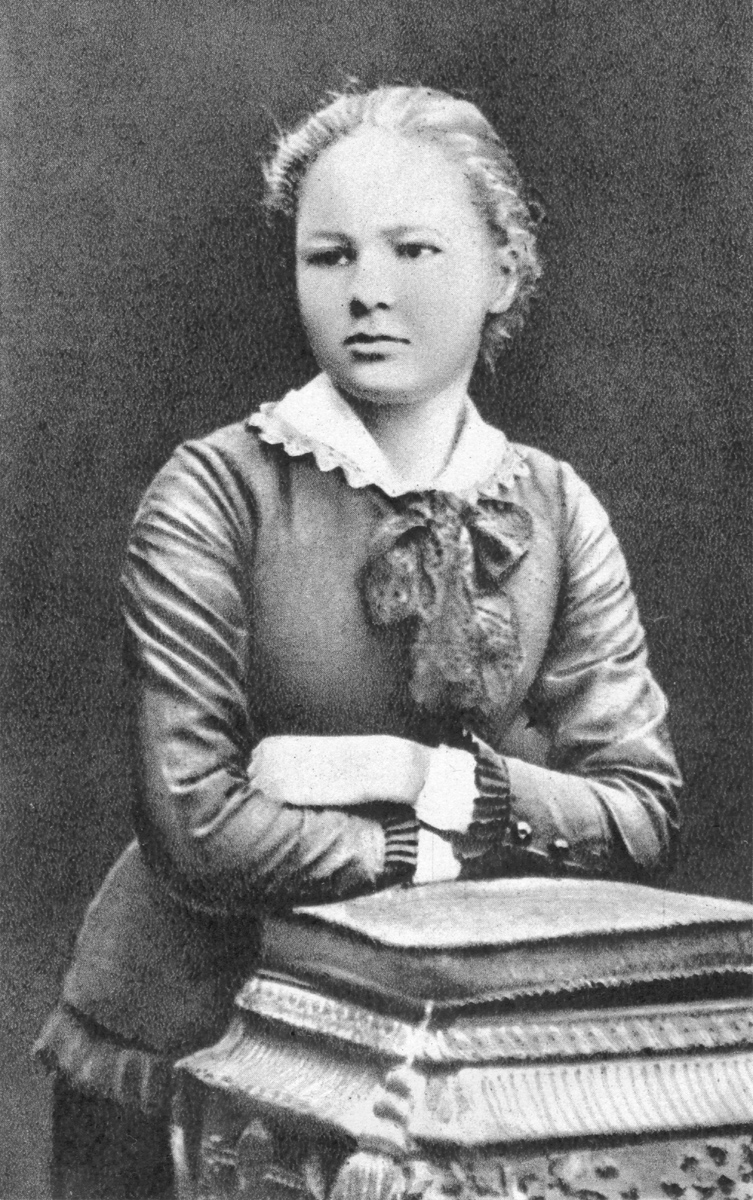
Maria Skłodowska a los dieciséis años.

Hizo un acuerdo con su hermana Bronisława: le iba a ayudar financieramente con sus estudios de medicina en París a cambio de una asistencia similar dos años más tarde. Debido a esto, Maria ejerció de profesora particular en Varsovia y —durante dos años— como institutriz de una familia terrateniente en Szczuki, los Żorawski, unos familiares de su padre. Mientras trabajaba para esa familia se enamoró de uno de sus alumnos, Kazimierz Żorawski, futuro matemático. Sus padres rechazaron la idea de que se casara con una pariente pobre y Kazimierz no pudo oponerse a ellos. Según Giroud, esta relación frustrada tuvo un fuerte impacto en ambos.
A principios de 1890, Bronisława —quien unos meses antes se había casado con Kazimierz Dłuski, un médico y activista político y social polaco— invitó a su hermana a unírseles en París. Marie no aceptó la propuesta porque no podía pagar la matrícula universitaria; le llevaría un año y medio reunir los fondos necesarios. Pudo conseguir parte del dinero con ayuda de su padre, quien pudo asegurarse una posición más lucrativa de nuevo. Durante ese tiempo, Maria seguía estudiando, leyendo libros, intercambiando correspondencia con parientes profesionales e instruyéndose por su cuenta. A principios de 1889 regresó a casa de su padre en Varsovia. Siguió trabajando como institutriz y permaneció allí hasta finales de 1891. También continuó estudiando en la «universidad flotante» e inició su formación científica práctica (entre 1890-1891) en un laboratorio químico del Museo de Industria y Agricultura en la calle Krakowskie Przedmieście 66, cerca del centro histórico de Varsovia. El laboratorio era dirigido por su primo Józef Boguski, quien había trabajado de asistente del químico ruso Dmitri Mendeléyev en San Petersburgo.

## Primeros años en Francia

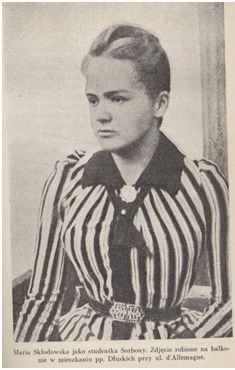
Maria Skłodowska en La Sorbona de París (1891).

A finales de 1891 partió a Francia. En París, Maria (o Marie, como sería conocida en ese país) pasó un tiempo en un hospedaje con su hermana y su cuñado antes de alquilar una buhardilla en el Barrio Latino, cercano a la universidad, y prosiguió con sus estudios de Física, Química y Matemáticas en la Universidad de París, donde se había inscrito a finales de 1891. Aunque había adquirido conocimientos de manera autodidacta, tuvo que esforzarse para mejorar su comprensión del idioma francés, las matemáticas y la física para estar al nivel de sus compañeros. Entre los 776 estudiantes de la Facultad de Ciencias, en enero de 1895, solo había 27 mujeres. Sus catedráticos fueron Paul Appell, Henri Poincaré y Gabriel Lippmann, científicos reconocidos en esa época. Subsistió con escasos recursos y desmayos por el hambre. Estudiaba durante el día y daba clases por la noche, apenas ganando para su subsistencia. En 1893 recibió su licenciatura en Física y comenzó a trabajar en un laboratorio industrial del profesor Lippmann. Entre tanto, continuó sus estudios en la Universidad de París y obtuvo un segundo título en 1894. Para financiar su educación universitaria, aceptó una beca de la Fundación Alexandrowitch, que le fue otorgada gracias a una conocida llamada Jadwiga Dydyńska. Durante su estadía en la capital francesa desarrolló un especial interés por el teatro aficionado (théâtre amateur). En una de las actuaciones de La Pologne, qui brise les chaînes (lit., Polonia, la que rompe cadenas) se hizo amiga del pianista Ignacy Jan Paderewski.
Inició su carrera científica en 1894 con una investigación de las propiedades magnéticas de diversos aceros, por encargo de la Sociedad para el Fomento de la Industria Nacional (Société d'encouragement pour l'industrie nationale). En ese mismo año, conoció a Pierre Curie. El interés que ambos tenían por la ciencia los unió. En ese momento, Pierre era instructor en la Escuela Superior de Física y de Química Industriales de París (ESPCI). Fueron presentados por el físico polaco Józef Kowalski-Wierusz, quien se había enterado de que Marie estaba buscando un laboratorio con mayor espacio de trabajo, algo a lo que Kowalski-Wierusz creyó que Pierre tenía acceso. Aunque este último no tenía un gran laboratorio, pudo encontrar un lugar de trabajo más grande en la ESPCI para que ella pudiera trabajar.

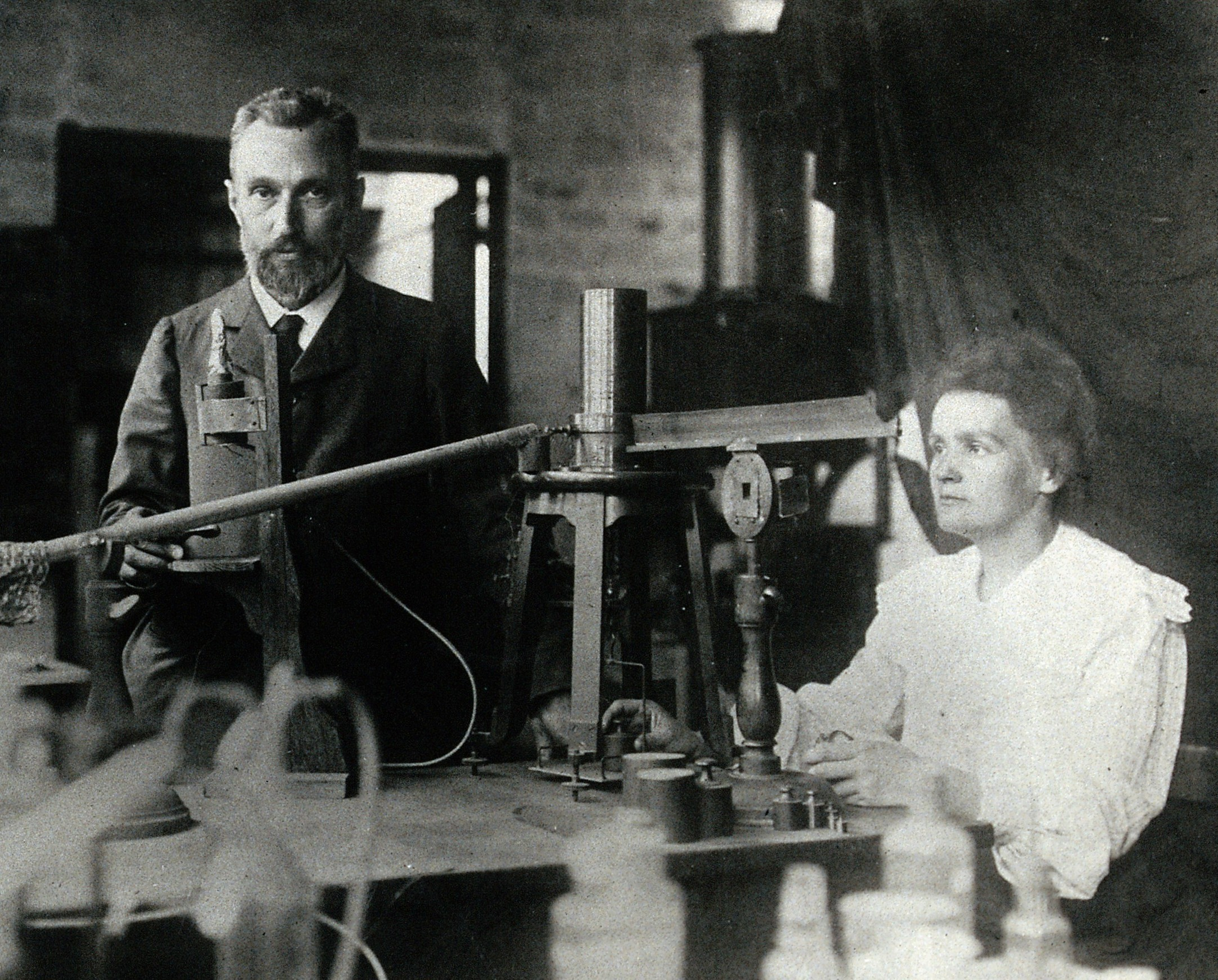
Imagen tomada durante su trabajo conjunto en el laboratorio.

Desarrollaron una fuerte amistad en el laboratorio, hasta el punto que Pierre le propuso matrimonio, pero al principio Marie no aceptó ya que tenía intención de volver a Polonia. Sin embargo, Pierre declaró que estaba dispuesto a seguirla a ese país, incluso si eso significaba tener que enseñar francés para subsistir.

Sería una cosa preciosa, una cosa que no me atrevería a esperar, si pudiéramos pasar nuestra vida cerca unos de otros, hipnotizados por nuestros sueños: tu sueño patriótico, nuestro sueño humanitario y nuestro sueño científico.
Carta de Pierre Curie a Maria Skłodowska. 

Mientras tanto, Marie regresó a Varsovia para las vacaciones de verano de 1894, donde visitó a su familia. Siguió trabajando durante un año en Polonia con la ilusión de que conseguiría un puesto académico de su especialidad científica en su país natal, pero la Universidad Jaguelónica de Cracovia denegó su contratación porque era mujer. Una carta de Pierre la convenció de regresar a París para obtener un doctorado. Para motivarla, en la misiva comentó que había investigado sobre el magnetismo, recibido su doctorado en marzo de 1895 y promovido a profesor de la ESPCI. De vuelta a Francia, Marie y Pierre contrajeron matrimonio el 26 de julio de 1895 en Sceaux, en una boda sencilla y sin ceremonia religiosa en la que, entre algunos amigos y la familia inmediata, les dieron dinero en lugar de obsequios. Marie vistió un traje azul oscuro, el mismo que durante muchos años usó como traje de laboratorio. Tiempo después, Marie dijo que había encontrado un nuevo amor, socio y colaborador científico en quien podía confiar.

## El doctorado y nuevos elementos químicos
Tras conseguir el segundo título, su siguiente reto era el doctorado. El primer paso era la elección del tema de su tesis. Tras discutirlo con su marido, resolvió centrarse en los trabajos del físico Henri Becquerel, quien había descubierto que las sales de uranio emitían unos rayos de naturaleza desconocida. Este trabajo estaba relacionado con el reciente hallazgo de los rayos X por parte del físico Wilhelm Röntgen, aunque las propiedades detrás de ese fenómeno no se entendían todavía. En la primavera de 1895, Becquerel descubrió accidentalmente la capacidad del sulfato doble de uranilo y potasio (fórmula química: K2[UO2(SO4)2](H2O)2) para ennegrecer una placa fotográfica y demostró que esa radiación, a diferencia de la fosforescencia, no dependía de una fuente externa de energía, sino que parecía surgir espontáneamente del uranio en sí. Influenciada por estos dos descubrimientos importantes, eligió los rayos de uranio como posible campo de la investigación para una tesis y con la ayuda de su esposo investigó la naturaleza de las radiaciones que producían las sales de uranio. Inicialmente tenía la intención de cuantificar la capacidad de ionización emanada por la radiación de las sales de uranio y tomó como base las notas de laboratorio de lord Kelvin a finales de 1897.
Para los experimentos empleó una técnica creada quince años antes por Pierre y su hermano Jacques Curie, quienes habían desarrollado una versión modificada del electrómetro. Con ese aparato, Marie Curie descubrió que los rayos de uranio causan que el aire alrededor de una muestra conduzca electricidad. Usando esta técnica, su primer resultado fue que la actividad de los compuestos de uranio dependía solamente de la cantidad de uranio presente. Planteó la hipótesis de que esta radiación no era el resultado de una interacción de las moléculas, sino que provenía del propio átomo. Esta hipótesis fue un adelanto importante para refutar la antigua suposición de que los átomos son indivisibles.

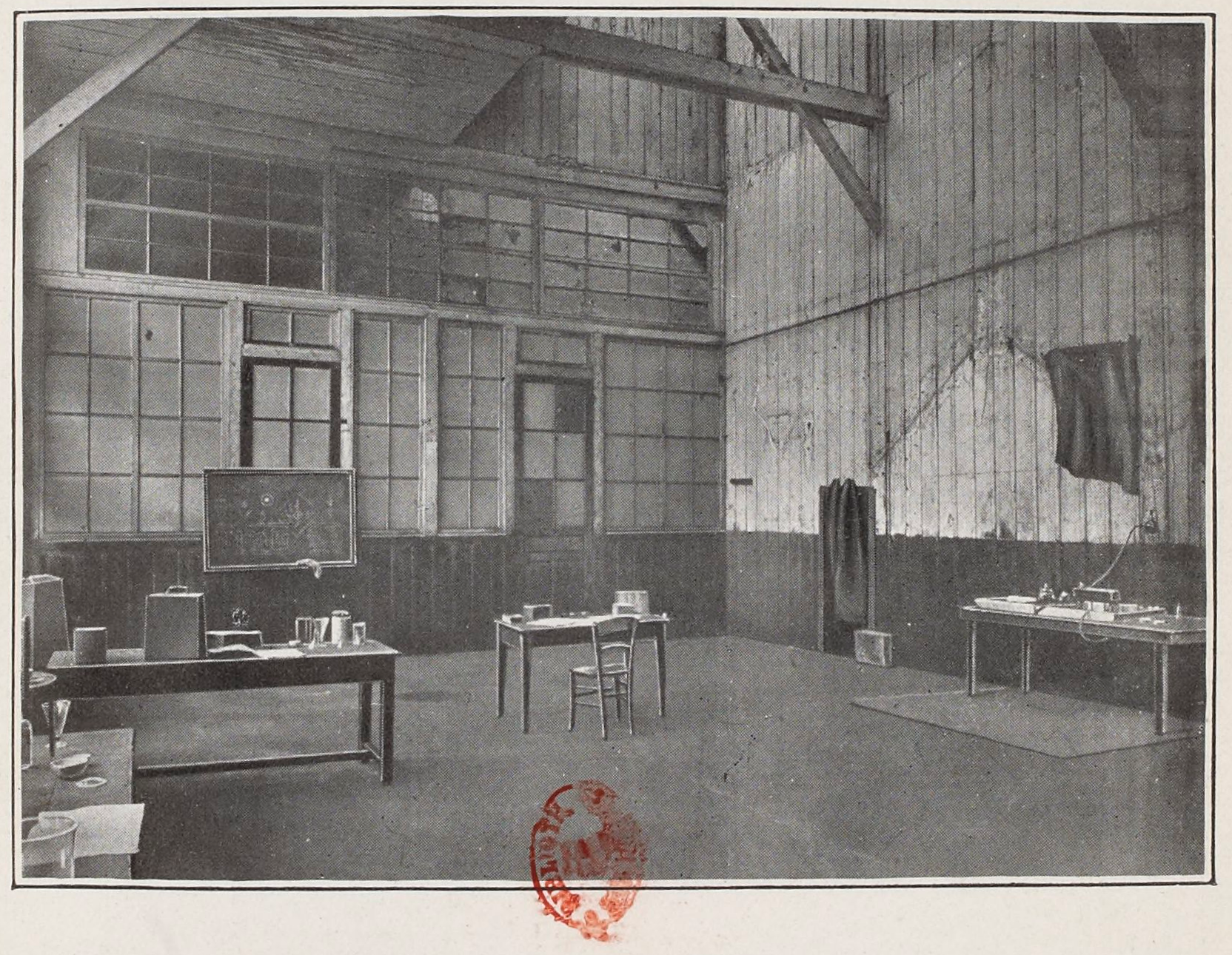
Ilustración del cobertizo donde Marie Curie aisló el elemento radio.

En 1897 nació su hija Irène. Para mantener a su familia comenzó a enseñar en la Escuela Normal Superior. Los Curie no tenían laboratorio propio y la mayor parte de sus investigaciones eran realizadas en un cobertizo propiedad de la ESPCI. Esta habitación, anteriormente una sala de disección médica de la facultad, estaba mal ventilada y no era impermeable. No eran conscientes de los efectos nocivos de la exposición continua a la radiación en su continuo trabajo con sustancias sin ninguna protección, ya que en esa época no se habían asociado enfermedades a la radiación. La facultad no patrocinaba su investigación, sino que recibían subsidios de empresas metalúrgicas y mineras y de varias organizaciones y gobiernos extranjeros.
Los estudios sistemáticos de Marie Curie incluyeron algunos minerales con uranio (pechblenda, torbernita o autunita). Su electrómetro mostró que la pechblenda era cuatro veces más radiactiva que el propio uranio, pero la torbernita tuvo una lectura dos veces superior. Al observar la composición química de la torbernita —Cu(UO2)2(PO4)2·(8-12)H2O— especuló que solo el uranio era el elemento radiactivo en ese mineral; Marie Curie decidió usar torbernita natural en lugar de la artificial que estaba disponible en el laboratorio y registró que la muestra sintética del mineral emitía menos radiación. Llegó a la conclusión de que, si eran correctos sus anteriores resultados de que la cantidad de uranio estaba relacionada con su radiactividad, estos dos minerales contendrían pequeñas cantidades de otras sustancias mucho más radiactivas que el uranio. Emprendió una búsqueda sistemática de sustancias adicionales que emiten radiación y alrededor de 1898 descubrió que el torio también era radiactivo.
Pierre se preocupó cada vez más por su exceso de trabajo. A mediados de 1898 se tomaron un descanso para pasar más tiempo juntos: Según el historiador Robert William Reid:

The research idea was her own; no one helped her formulate it, and although she took it to her husband for his opinion she clearly established her ownership of it. She later recorded the fact twice in her biography of her husband to ensure there was no chance whatever of any ambiguity. It [is] likely that already at this early stage of her career [she] realized that [...] many scientists would find it difficult to believe that a woman could be capable of the original work in which she was involved.
La idea de la investigación era suya; nadie la ayudó a formularla y, aunque la mostró a su esposo para que le diera su opinión, dejó claro que era dueña de la investigación. Tiempo después, registró ese hecho dos veces en la biografía de su esposo para asegurarse de que no hubiese ninguna posible ambigüedad. Es probable que en esta primera etapa de su carrera se diera cuenta de que [...] a muchos científicos les resultaba difícil creer que una mujer podía ser capaz de una obra tan original como en que la que estaba involucrada.

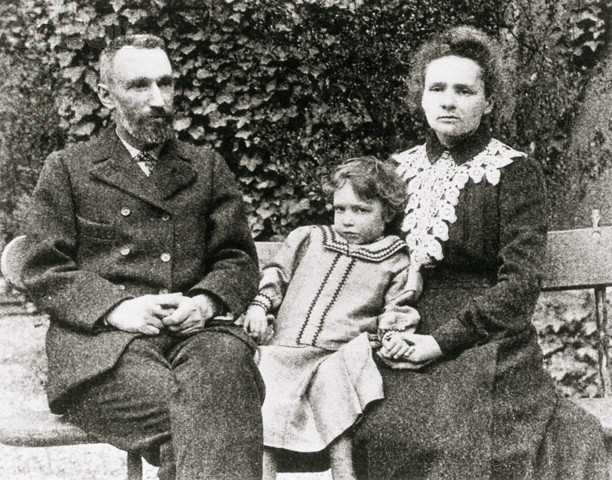
Pierre, Irène y Marie Curie (1902).

Era consciente de la importancia de publicar rápidamente sus descubrimientos y tomar lugar en la comunidad científica. Por ejemplo, dos años antes, Becquerel presentó su hallazgo a la Academia de Ciencias un día después del experimento y tomó todo el crédito del descubrimiento de la radiactividad, incluso recibió un premio Nobel que hubiera sido para Silvanus Thompson, quien había hecho un estudio similar que no publicó a tiempo. Siguiendo los pasos de Becquerel, redactó una breve y simple explicación de su trabajo; el documento fue presentado a la Academia el 12 de abril de 1898 por su antiguo profesor, Gabriel Lippmann, en nombre de Marie Curie. No obstante, al igual que Thompson, ella sufrió un revés en su carrera al saber que su trabajo sobre la emisión radiactiva del torio similar a la del uranio había sido publicado por Gerhard Carl Schmidt, dos meses antes, en la Sociedad Alemana de Física.
En aquel momento, ninguno de sus colegas había visto que el artículo de Marie Curie describía que la radiactividad de la pechblenda y la torbernita era superior al uranio: «El hecho es muy notable y da lugar a la creencia de que estos minerales podrían contener algún un elemento [desconocido] que es mucho más activo que el uranio». Más tarde recordaría que sentía un «deseo apasionado por verificar esta hipótesis lo más rápido posible». El 14 de abril de 1898, los Curie pesaron una muestra de 100 g de pechblenda y la molieron con un mortero. En ese momento, no se percataron de que lo que buscaban solo estaba presente en cantidades tan mínimas que al final tendrían que procesar toneladas de ese mineral. También desarrollaron un método de indicadores radiactivos con el que identificarían la capacidad de radiación de un nuevo elemento.

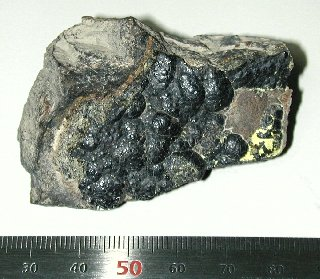
Una muestra de pechblenda del valle de San Joaquín.

En julio de 1898, el matrimonio publicó en conjunto un artículo en el que anunciaba la existencia de un elemento al que llamaron «polonio», en honor a Polonia —país que en ese momento estaba repartido entre tres imperios—. En el otoño de 1898, Marie sufrió de inflamación de las yemas de los dedos, los primeros síntomas conocidos de la enfermedad de los rayos que le acompañaría el resto de su vida. Después de unas vacaciones de verano en la región de Auvernia, el 11 de noviembre la pareja retomó la búsqueda de otro elemento desconocido. Con la ayuda de Gustave Bémont, se las arreglaron rápidamente para obtener una muestra con una radiactividad 900 veces mayor que la del uranio. El 26 de diciembre de 1898, los Curie anunciaron la existencia de un segundo elemento, al que llamaron «radio», derivado de un vocablo latino que significa rayo. En la investigación se acuñó la palabra «radiactividad».
Para comprobar definitivamente sus descubrimientos, los Curie trataron de aislar polonio y radio en su forma más pura. Decidieron no utilizar la pechblenda porque es un mineral complejo y la separación química de sus componentes era una tarea ardua. En su lugar utilizaron una mena de bismuto y otra de bario con altos niveles de radiación. En la primera mena observaron que un elemento desconocido era químicamente similar al bismuto, pero contaba con propiedades radiactivas (polonio). Sin embargo, el radio fue más difícil de obtener: su relación química con el bario es muy fuerte y descubrieron que la pechblenda contiene ambos elementos en pequeñas cantidades. En 1898, los Curie consiguieron trazas de radio, pero todavía estaba fuera de su alcance sacar cantidades considerables y sin contaminación con bario. Emprendieron el trabajo de separar la sal del radio por cristalización diferencial; de una tonelada de pechblenda, separaron un decigramo de cloruro de radio en 1902 y, con ese material, Marie Curie pudo determinar la masa atómica de manera más precisa. También estudiaron la radiación emitida por los dos elementos e indicaron, entre otras cosas, que estos poseen brillo radiactivo, que las sales de radio emiten calor, tienen un color parecido a la porcelana y el vidrio, y que la radiación producida atraviesa el aire y el cuerpo hasta convertir el oxígeno molecular (O2) en ozono (O3).
En 1910, los Curie aislaron el radio en su estado puro, pero no tuvieron éxito con el polonio debido a que ese elemento tiene una vida media de 138 días. Entre 1898 y 1902, los Curie publicaron de manera conjunta o por separado un total de 32 trabajos científicos, entre ellos el que anunciaba que cuando el ser humano se expone al radio las células enfermas y formadoras de tumores eran destruidas más rápido que las células sanas. En 1900, Marie Curie fue la primera mujer en ser nombrada catedrática de la Escuela Normal Superior y su marido recibió una cátedra de la Universidad de París. En 1902 falleció Władysław y su hija regresó a Polonia para el entierro.

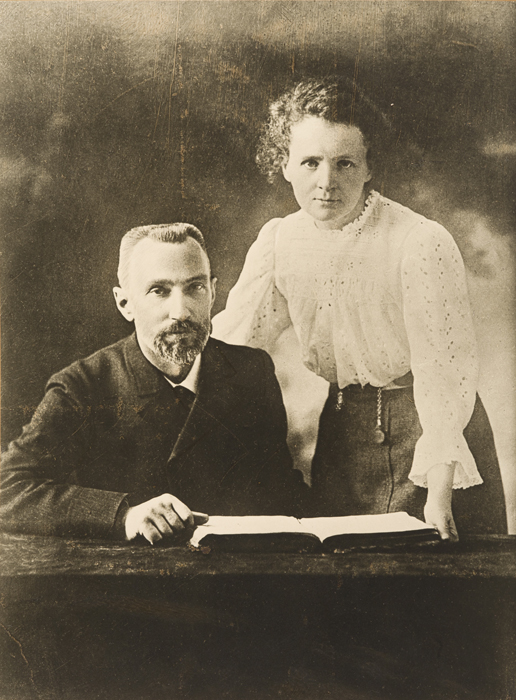
Pierre no aceptó recibir el premio Nobel si no se reconocía también el trabajo de Marie. Imagen tomada en 1903.

La Academia de Ciencias de Francia apoyó financieramente el trabajo de Marie Curie. En dos ocasiones (en 1900 y 1902) fue galardonada con el prix Gegner y 4000 francos. En 1903 recibió 10 000 francos por el prix La Caze. En marzo de 1902, la Academia extendió su investigación con el radio mediante un préstamo de 20 000 francos. El 25 de junio de 1903, Marie Curie defendió su tesis doctoral (Investigaciones sobre las sustancias radiactivas) dirigida por Becquerel ante un tribunal presidido por Lippmann. Obtuvo el doctorado y la mención cum laude. Ese mes, los Curie fueron invitados por la Real Institución de Gran Bretaña a dar un discurso sobre la radiactividad, pero a ella le impidieron hablar por ser mujer y solo se lo permitieron a su marido. Al año siguiente, la disertación de Marie Curie se tradujo a cinco idiomas y fue reimpresa diecisiete veces, incluyendo una versión editada por William Crookes publicada en Chemical News y Annales de physique et chimie. Mientras tanto, comenzó a desarrollarse una nueva industria basada en el elemento radio. Los Curie no patentaron su descubrimiento y obtuvieron poco beneficio económico de ese negocio cada vez más rentable.
A partir de 1903 el matrimonio empezó a padecer sus primeros problemas de salud, pero los médicos solo los mantenían en observación. El 5 de noviembre de 1903, la Real Sociedad de Londres premió a la pareja con la medalla Davy, que se otorga anualmente al descubrimiento más importante en el campo de la química. Pierre viajó solo a Londres para recibir el premio.

## Premios Nobel
La Real Academia de las Ciencias de Suecia galardonó a Marie Curie con el premio Nobel de Física en 1903, junto a su marido y Henri Becquerel, «en reconocimiento por los extraordinarios servicios rendidos en sus investigaciones conjuntas sobre los fenómenos de radiación descubiertos por Henri Becquerel». Fue la primera mujer en recibir tal galardón. Al principio, el comité seleccionador pretendía honrar solamente a Pierre y Henri, negándole reconocimiento a Marie por ser mujer. Uno de los miembros de la Academia, el matemático Magnus Gösta Mittag-Leffler, avisó a Pierre de la situación y Pierre dijo que rechazaría el premio Nobel si no se reconocía también el trabajo de Marie. En respuesta al reclamo, la incluyeron en la nominación.
Los Curie no fueron a Estocolmo para recibir el premio en persona, pues estaban demasiado ocupados con su trabajo y porque Pierre, al que no le gustaban las ceremonias públicas, se sentía cada vez más enfermo. Debido a que se requería que los ganadores del premio Nobel estuvieran presentes para dar un discurso, los Curie finalmente viajaron a Suecia en 1905. Recibieron 15 000 dólares, lo que les permitió contratar un nuevo ayudante de laboratorio. Tras el galardón sueco, la Universidad de Ginebra ofreció a Pierre un puesto de catedrático con mejor remuneración, pero la Universidad de París se apresuró en otorgarle una plaza de profesor y la cátedra de Física (donde ya enseñaba desde 1900), aunque el matrimonio todavía no tenía un laboratorio adecuado. Luego de las quejas de Pierre, la universidad cedió y acordó entregarles un nuevo laboratorio, pero no estaría listo hasta 1906. Los laureados estuvieron en los titulares de la prensa francesa, pero —según Susan Quinn— el papel de Marie en la investigación del radio fue muy subestimado o tendían a pasarla por alto debido a su origen polaco.
En diciembre de 1904, Marie Curie dio a luz a su segunda hija, Ève, tras sufrir un aborto probablemente producido por la radiactividad. Años después, contrató institutrices polacas para enseñar a sus hijas su lengua materna y las enviaba (o llevaba consigo) de visita a Polonia.

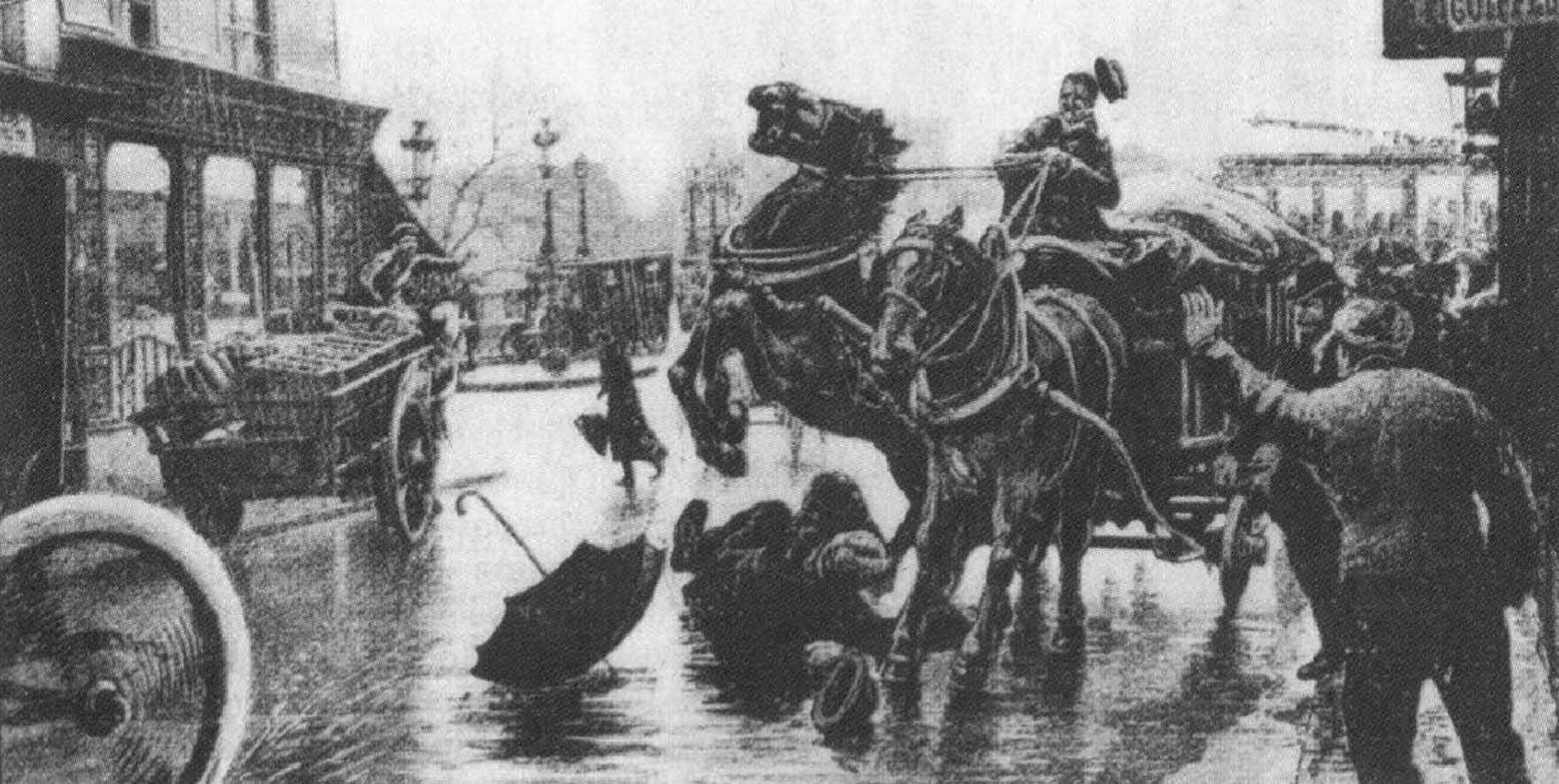
Grabado de la época que ilustra el accidente fatal de Pierre.

El 19 de abril de 1906, Pierre murió en un accidente en París. Mientras caminaba bajo la intensa lluvia por la rue Dauphine (en Saint-Germain-des-Prés), fue golpeado por un carruaje tirado por caballos y cayó bajo las ruedas, lo que le produjo una fractura mortal en el cráneo. Marie quedó muy afectada, pero quería seguir con los trabajos de su difunto esposo y rechazó una pensión vitalicia. En los años siguientes sufrió depresión y se apoyó en el padre y hermano de Pierre (Eugene y Jacques Curie, respectivamente). El 13 de mayo de 1906, el Departamento de Física de la Universidad de París decidió ofrecerle el puesto que había sido creado para su esposo. Lo aceptó con la esperanza de crear un laboratorio de categoría mundial como un homenaje a su marido. Fue la primera mujer en ocupar el puesto de profesora en dicha universidad y la primera directora de un laboratorio de esa institución. Entre 1906 y 1934, la universidad admitió a 45 mujeres sin aplicar las anteriores restricciones de género en su contratación.
Su deseo de crear un nuevo laboratorio no quedó allí. En sus últimos años, dirigió el Instituto del Radio (ahora Instituto Curie), un laboratorio de radiactividad creado para ella por el Instituto Pasteur y la Universidad de París. La iniciativa para su creación surgió en 1909 cuando Émile Roux, director del Instituto Pasteur, expresó su decepción porque la Universidad de París no estaba brindando a Marie Curie un laboratorio adecuado y sugirió que ella se trasladara al Instituto Pasteur. Solo así, con una posible salida de una de sus profesoras, el consejo universitario accedió y finalmente el «pabellón Curie» se convirtió en una iniciativa conjunta de las dos instituciones interesadas. En 1910, asistida por el químico André-Louis Debierne, pudo obtener un gramo de radio puro; también definió un estándar internacional para las emisiones radiactivas que, años después, fue nombrado curio en su honor.

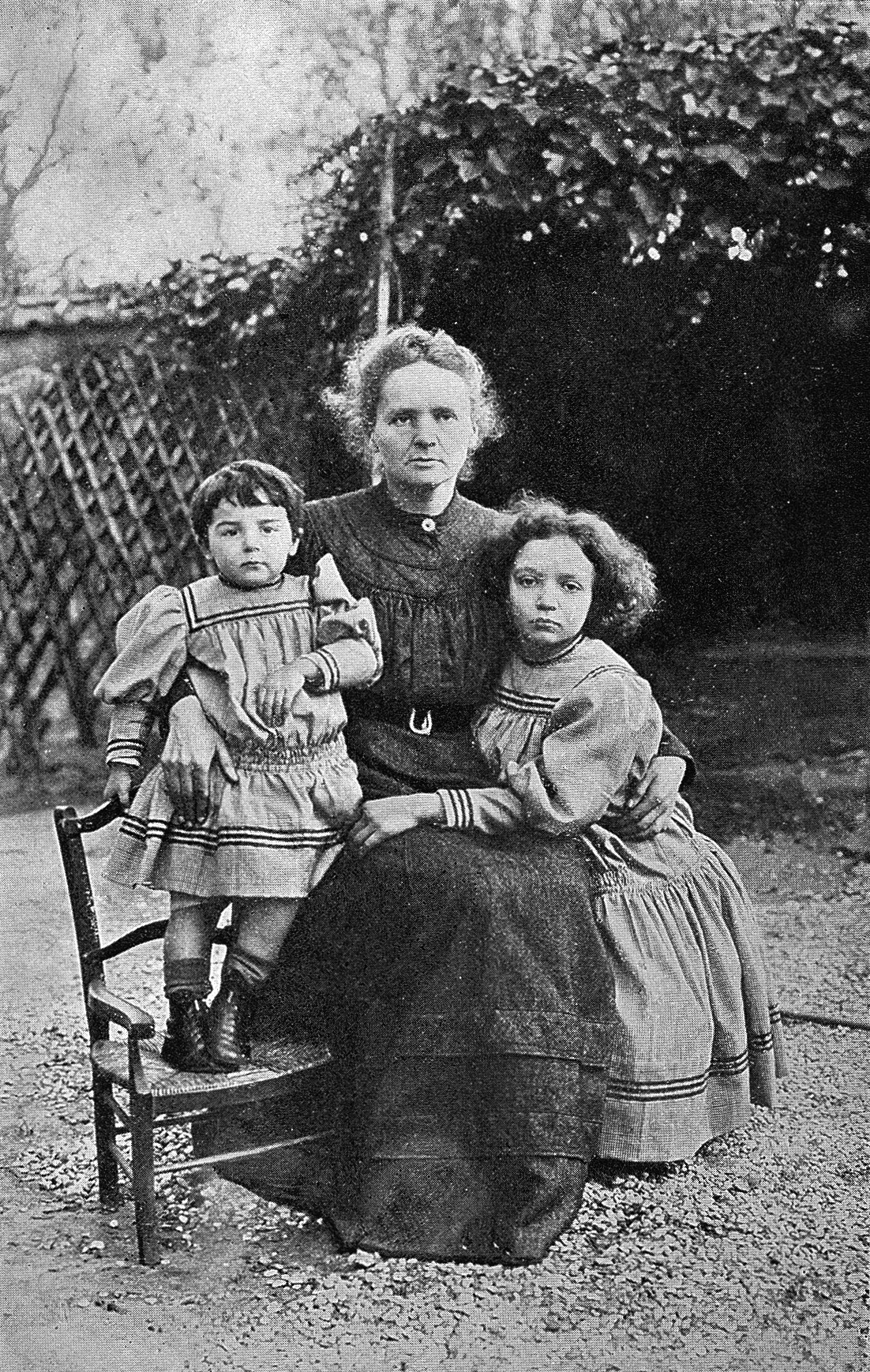
Marie Curie y sus hijas, Ève e Irène (1908).

En 1911, la Academia de Ciencias de Francia discutió si Curie ocuparía el puesto del fallecido Désiré Gernez (1834-1910), pero no la eligió como miembro por uno o dos votos. En ese momento, Curie ya era miembro de la Academia de Ciencias de Suecia (1910), de la República Checa (1909) y de Polonia (1909), la Sociedad Filosófica Estadounidense (1910) y la Academia Imperial de San Petersburgo (1908) y miembro honorario de muchas otras asociaciones científicas. En un extenso artículo en el diario Le Temps, publicado el 31 de diciembre de 1910, Jean Gaston Darboux —el secretario de la Academia— defendió públicamente la candidatura de Marie Curie. Durante las elecciones de la Academia, fue difamada por la prensa derechista que la criticaba por ser mujer, extranjera y atea. Según Susan Quinn, en la sesión plenaria del Instituto de Francia el 4 de enero de 1911, los miembros del Consejo se aferraron a la tradición de no permitir miembros femeninos y revalidaron la decisión con una mayoría de 85 votos en contra sobre 60 a favor. Cinco días después, en una reunión secreta, se creó un comité que se encargaría de las nominaciones para el puesto vacante: admitieron a Édouard Branly, un inventor que había ayudado a Guglielmo Marconi en el desarrollo de la telegrafía inalámbrica. El periódico socialista L’Humanité tildó de «institución misógina» a la Academia; por su parte, el conservador Le Figaro escribió que «[¡...]no se debe tratar [...] de convertir a la mujer en hombre de inmediato!». Más de medio siglo después, en 1962, una estudiante de doctorado del Instituto Curie, Marguerite Perey, fue la primera mujer elegida como miembro de la Academia de Ciencias de Francia. Aunque era una científica famosa por su trabajo en pro de Francia, la actitud del público hacia Marie Curie tendía a la xenofobia —lo mismo que había sucedido durante el caso Dreyfus, pues se rumoreaba que ella era judía—. Más adelante, su hija Irène comentó que la hipocresía pública de la prensa francesa retrataba a su madre como una extranjera indigna que fue nominada para un honor francés en lugar de alguien de otro país que recibía el premio Nobel en nombre de Francia.
En 1911 la prensa reveló que, entre 1910-1911 —después de la muerte de su marido—, Marie Curie había sostenido un breve romance con el físico Paul Langevin, un antiguo estudiante de Pierre que estaba casado, aunque se había separado de su mujer meses antes. Curie y Langevin se reunían en un apartamento alquilado. La esposa de Langevin pronto se dio cuenta y amenazó de muerte a Marie. En la Pascua de 1911, la correspondencia de Marie Curie y Paul Langevin fue robada y, en agosto de ese año, la mujer de Langevin solicitó el divorcio y demandó a su marido por mantener «relaciones sexuales con una concubina en el domicilio conyugal». Esto dio lugar a un escándalo periodístico que fue aprovechado por sus adversarios académicos. Curie (quien tenía poco más de 40 años en ese momento) era cinco años mayor que Langevin y en los tabloides la tachaban de ser una «rompehogares judía extranjera». Cuando se desató el escándalo, Marie Curie estaba en una conferencia en Bélgica; a su regreso, se encontró con una muchedumbre enfurecida en frente de su casa y tuvo que refugiarse, con sus hijas, en casa de su amiga Camille Marbo.
Por otra parte, el reconocimiento internacional por su trabajo había crecido mucho más y la Academia de las Ciencias Sueca, que omitió el escándalo de Langevin en las votaciones, la galardonó con el premio Nobel de Química de 1911 (en solitario). Este premio fue «en reconocimiento por sus servicios en el avance de la química por el descubrimiento de los elementos radio y polonio, el aislamiento del radio y el estudio de la naturaleza y compuestos de este elemento». Fue la primera persona en ganar o compartir dos premios Nobel. La prensa francesa apenas cubrió el evento. Una delegación de reconocidos estudiosos polacos, encabezados por el novelista Henryk Sienkiewicz, la animó a regresar a Polonia y continuar su investigación en su país natal. Este segundo galardón le permitió convencer al Gobierno francés para que apoyara el Instituto del Radio, terminado en 1914, donde se llevarían a cabo investigaciones en química, física y medicina. Un mes después de aceptar el premio, fue hospitalizada por depresión y una dolencia renal que fue intervenida quirúrgicamente. En la mayor parte de 1912 evitó las apariciones públicas. Viajó con sus hijas bajo seudónimos y pidió a amigos y familiares que no dieran información sobre su paradero. Pasó tiempo en Inglaterra con una amiga y colega, la física Hertha Marks Ayrton. Volvió a su laboratorio en diciembre, después de una pausa de unos 14 meses.
En 1912, la Sociedad Científica de Varsovia le ofreció el cargo de directora de un nuevo laboratorio en esa ciudad, pero rechazó el puesto alegando que el Instituto del Radio debía terminarse en agosto de 1914 y en la recién bautizada rue Pierre Curie. En 1913 mejoró de su salud y pudo explorar las propiedades de la radiación del radio a bajas temperaturas con el físico Heike Kamerlingh Onnes. En marzo de ese año, recibió la visita de Albert Einstein, con quien realizó una excursión de verano en la Engadina suiza. En octubre, participó en el segundo Congreso Solvay y, en noviembre, viajó a Varsovia, pero la visita fue subestimada por las autoridades rusas. El progreso del Instituto fue interrumpido por la Primera Guerra Mundial debido a que la mayoría de los investigadores se alistaron en el ejército francés; las actividades reanudaron plenamente en 1919.

## Primera Guerra Mundial

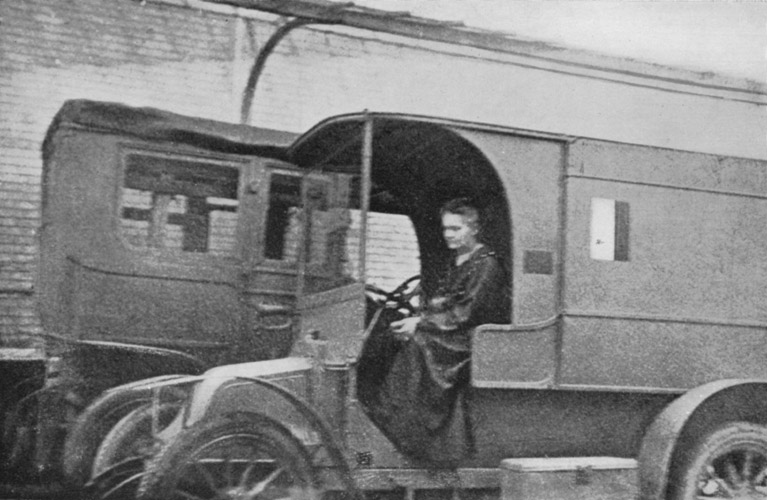
Marie Curie en una unidad móvil de rayos X.

El 1 de agosto de 1914, días después del estallido de la Primera Guerra Mundial, Irène (de 17 años) y Ève (10) se habían trasladado a L’Arcouest (Ploubazlanec) bajo el cuidado de unos amigos de su madre. Marie permaneció en París custodiando el Instituto y las muestras de radio. El Gobierno consideró que los bienes del Instituto del Radio eran un tesoro nacional y que debían protegerlos, por lo que Curie trasladó temporalmente el laboratorio a Burdeos. Ella no pudo servir a Polonia y decidió colaborar con Francia.

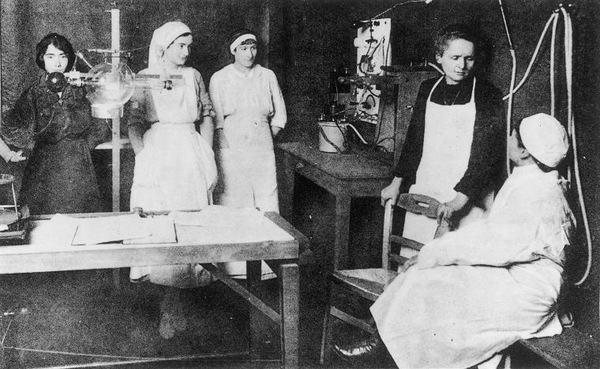
Curie explicando a un médico y un grupo de enfermeras los beneficios de la radioterapia.

Durante el conflicto bélico, los hospitales de campaña carecían de personal experimentado y máquinas de rayos X apropiadas, así que propuso el uso de la radiografía móvil cerca de las líneas del frente para ayudar a los cirujanos del campo de batalla. Aseguró que los soldados heridos estarían mejor atendidos si los cirujanos contaban a tiempo con las placas radiográficas. Después de un rápido estudio de la radiología, anatomía y mecánica automotriz, adquirió equipos de rayos X, vehículos y generadores auxiliares y diseñó unidades móviles de radiografía, a las que llamó «ambulancias radiológicas» (ambulances radiologiques), pero que llegaron a ser conocidas a posteriori como las «pequeñas Curie» (petit Curie). Se convirtió en la directora del Servicio de Radiología de la Cruz Roja francesa y creó el primer centro de radiología militar de Francia, operativo a finales de 1914. Asistida desde el principio por su hija Irène (de 18 años) y un médico militar, dirigió la instalación de veinte unidades móviles de radiografía y otras doscientas unidades radiológicas en los hospitales provisionales en el primer año de la guerra. Más tarde, comenzó a instruir a otras mujeres como ayudantes. En julio de 1916, fue una de las primeras mujeres en obtener un carné de conducir, pues lo solicitó para manejar personalmente las unidades móviles de rayos X.
En 1915, produjo cánulas que contenían «emanaciones de radio», un gas incoloro y radiactivo emitido por ese elemento —posteriormente identificado como radón— y que se utilizaban para la esterilización de tejidos infectados. Proporcionó el elemento químico de sus propios suministros. Se estima que más de un millón de soldados heridos fueron tratados con sus unidades de rayos X. Ocupada con este trabajo, hizo poca investigación científica durante este período. A pesar de sus contribuciones humanitarias a los esfuerzos bélicos de los franceses, nunca recibió en vida reconocimiento formal por parte del Gobierno francés.
Inmediatamente después del comienzo de la contienda, intentó vender sus medallas de oro del premio Nobel y donarlas a las actividades bélicas, pero el Banco de Francia rehusó aceptarlas, por lo que tuvo que comprar bonos de guerra con el dinero de sus premios. En su momento dijo: «Voy a renunciar al poco oro que poseo. A esto añadiré las medallas científicas, que me son inútiles. Hay algo más: por pura pereza había permitido que el dinero de mi segundo premio Nobel se quedara en Estocolmo en coronas suecas. Esa es la cantidad principal de lo que poseemos. Me gustaría traerlo aquí e invertirlo en préstamos de guerra. El Estado lo necesita. Solo que no tengo ilusiones: ese dinero probablemente se perderá.». También fue miembro activo de los comités dedicados a la causa polaca en Francia. Después de la guerra, resumió sus experiencias en un libro titulado La radiologie et la guerre (1919).

## Posguerra
En 1920, en el 25.º aniversario del descubrimiento del radio, el Gobierno francés benefició a Marie Curie con un estipendio que anteriormente estaba a nombre de Louis Pasteur (1822-1895). En 1921 planeó un viaje a los Estados Unidos para la recaudación de fondos en la investigación sobre el radio. Los inventarios del Instituto se habían reducido drásticamente como resultado de los tratamientos terapéuticos en la Primera Guerra Mundial y el precio de cotización del gramo de radio, en ese momento, era de 100 000 dólares estadounidenses. El 4 de mayo de 1921, Marie Curie viajó junto con sus dos hijas y acompañada por la periodista Marie Melony a bordo del RMS Olympic. Siete días más tarde, llegaron a la ciudad de Nueva York, donde fue recibida por una gran multitud. Sobre su llegada, el New York Times publicó en su portada que Madame Curie tenía la intención de «poner fin al cáncer». «El radio es la cura para cualquier tipo de cáncer», afirmó en la página 22 de dicho periódico. Durante su estancia, la prensa dejó en segundo plano su carácter de científica y, en su lugar, era regularmente enaltecida como una «sanadora»; Marie Curie también hizo muchas apariciones públicas con sus hijas. El propósito de ese viaje era recaudar fondos para la investigación sobre el radio. La editora Mrs. William Brown Meloney, después de entrevistarla, creó el Marie Curie Radium Fund y recaudó con la publicidad de viaje el dinero suficiente para comprar el elemento químico.
En 1921, el presidente Warren G. Harding la recibió en la Casa Blanca y le entregó simbólicamente un gramo de radio recolectado en el país norteamericano. Antes de la reunión, había crecido el reconocimiento en el extranjero, pero fue opacado por el hecho de que no tenía distinciones oficiales francesas para llevar en público. El Gobierno francés le había ofrecido la Legión de Honor, pero ella no la aceptó. En los Estados Unidos recibió nueve doctorados honoris causa, aunque rechazó uno en el campo de la física que la Universidad Harvard le ofreció porque «no había hecho nada importante [en esa ciencia] desde 1906». Antes de abordar el RMS Olympic el 25 de junio a su regreso a Europa, dijo: «Mi trabajo con el radio, [...] sobre todo durante la guerra, dañó gravemente mi salud, haciendo imposible para mí visitar todos los laboratorios y colegios a los que tenía un profundo interés». En octubre de 1929, visitó por segunda vez los Estados Unidos. En esta estancia, el presidente Herbert Hoover le entregó un cheque por 50 000 dólares, que fue destinado a la compra de radio para la sucursal del Instituto en Varsovia. También viajó a otros países dando conferencias en Bélgica, Brasil, España y Checoslovaquia.

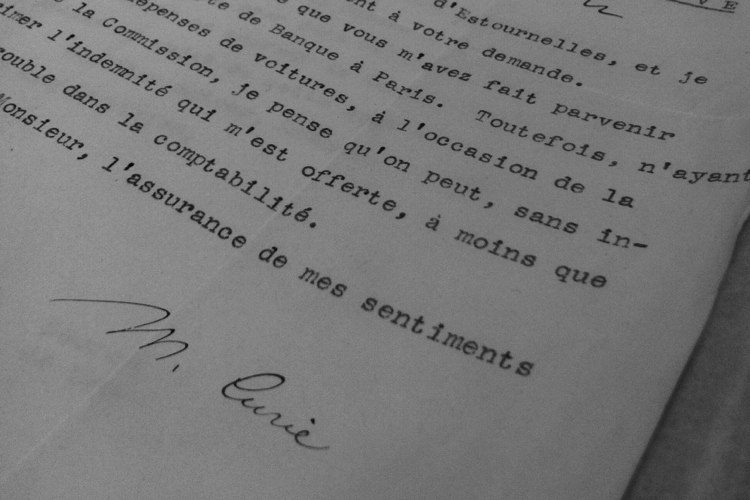
Documento firmado por Marie Curie en los archivos de la Sociedad de las Naciones.

Cuatro miembros del Instituto del Radio recibieron el premio Nobel, entre ellos, Irène Joliot-Curie y su esposo, Frédéric. Con el tiempo, se convirtió en uno de los cuatro principales laboratorios de investigación de la radiactividad, junto con los Laboratorios Cavendish de Ernest Rutherford, el Instituto para la Investigación sobre el Radio (en Viena) de Stefan Meyer y el Instituto de Química Emperador Guillermo de Otto Hahn y Lise Meitner.
En agosto de 1922, Marie Curie fue miembro constitutivo de la Comisión Internacional para la Cooperación Intelectual de la Sociedad de las Naciones. Ese año ingresó como miembro de la Academia Nacional de Medicina de Francia. En 1923, publicó una biografía de su difunto marido, titulada Pierre Curie. En 1925, visitó Polonia para participar en la ceremonia de colocación de la primera piedra del Instituto del Radio en Varsovia. El laboratorio fue equipado con las muestras de radio adquiridas en su segundo viaje a los Estados Unidos. El Instituto abrió en 1932 y Bronisława Dłuska fue nombrada directora. Estas distracciones de sus labores científicas y la publicidad que la rodeaba le causaron muchas molestias, pero proporcionaron los recursos necesarios para su obra. Desde 1930 hasta su muerte, fue miembro del Comité Internacional de Pesos Atómicos de la IUPAC.

## Muerte
Solo unos meses después de su última visita a Polonia en la primavera de 1934, murió el 4 de julio en el sanatorio Sancellemoz, cerca de Passy (Alta Saboya), a causa de una anemia aplásica, probablemente contraída por las radiaciones a las que estuvo expuesta en sus trabajos. Los efectos nocivos de la radiación ionizante no se conocían en ese momento y los experimentos se realizaban sin las medidas de seguridad pertinentes. Por ejemplo, llevaba tubos de ensayo con isótopos radiactivos en los bolsillos y los almacenaba en un cajón de su escritorio, pues comentaba sobre la luz débil que estas sustancias emitían en la oscuridad. También estuvo expuesta sin protección a los rayos X mientras se desempeñaba como radióloga en los hospitales de campaña durante la guerra. Si bien los largos tiempos de exposición a la radiación le causaron enfermedades crónicas (como la ceguera parcial por cataratas) y finalmente su muerte, nunca reconoció los riesgos que podía causar en la salud la exposición a la radiación, aunque seguramente fuese consciente de la probable conexión entre su trabajo con radio y rayos X, su fatiga crónica y anemia.
Fue enterrada junto a su difunto marido en el cementerio de Sceaux, a pocos kilómetros al sur de París. Sesenta años después, en 1995, unos restos especialmente bien conservados con un rostro todavía reconocible, fueron trasladados, junto con los de Pierre, al Panteón de París.
En este traslado honorífico de 1995, la agencia de protección radiológica francesa estimó que el cuerpo de Pierre emitía dosis más elevadas de radiación que el de Marie, de unos 0.24 µSv/hr con un límite superior estimado de acumulación de radio equivalente a unos 1.6 µCi, lo que descartaba la ausencia de riesgo radiológico para los trabajadores, el público y el medio ambiente.
El 20 de abril de 1995, en un discurso pronunciado en la ceremonia solemne de ingreso, el entonces presidente François Mitterrand destacó que Marie Curie, quien había sido la primera doctora en Ciencias, profesora en la Sorbona y también recibir dos premios Nobel, lo era nuevamente al reposar en el famoso Panteón de París por «sus propios méritos». En 2015, otras dos mujeres también fueron enterradas en el camposanto por méritos propios.
A pesar de que se ha divulgado la idea de que sus cuadernos de laboratorio son altamente radiactivos y muy peligrosos de manipular, lo cierto es que la dosis efectiva externa en su proximidad es de 0.1 µSv/hr, lo que llevaría a una dosis anual en las manos inferior a 35 µSv aún con una consulta frecuente de los diarios En cuanto a la posible dosis por ingestión de Ra-226 , una evaluación encargada por Wellcome Trust en 2014 encontró niveles de contaminación de 1.6 µCi de Ra-226 en las cubiertas del diario y aproximadamente el doble en el resto. Según U.S.NRC, se puede ingerir hasta 2 µCi anuales e inhalar hasta 0.6 µCi sin exceder el límite legal.
En su último año de vida trabajó en un libro (Radioactivité), que su hija y yerno publicaron póstumamente en 1935.
Su hija mayor, Irène (1897-1956), obtuvo el premio Nobel de Química de 1935 (un año después de la muerte de su madre) junto a su marido, por el descubrimiento de la radiactividad artificial. La segunda hija del matrimonio, Ève Denise Julie (1904-2007), periodista, pianista y activista por los derechos de los niños, fue el único miembro de la familia que no se dedicó a la ciencia. Escribió una biografía de su madre (Madame Curie), que se publicó simultáneamente en Francia, Inglaterra, Italia, España, Estados Unidos y otros países en 1937; fue un éxito de ventas en dichos países. El periodista Charles Poore, en una reseña publicada en el New York Times, criticó Madame Curie por su redacción edulcorada, omisión de detalles importantes como la relación de Marie —entonces viuda— con Paul Langevin —antiguo alumno de su marido y que estaba casado— o los muchos problemas e insultos que tuvo que soportar de algunos importantes círculos científicos franceses —como el rechazo en su admisión a la Academia de Ciencias de Francia— y la prensa sensacionalista.

## Legado

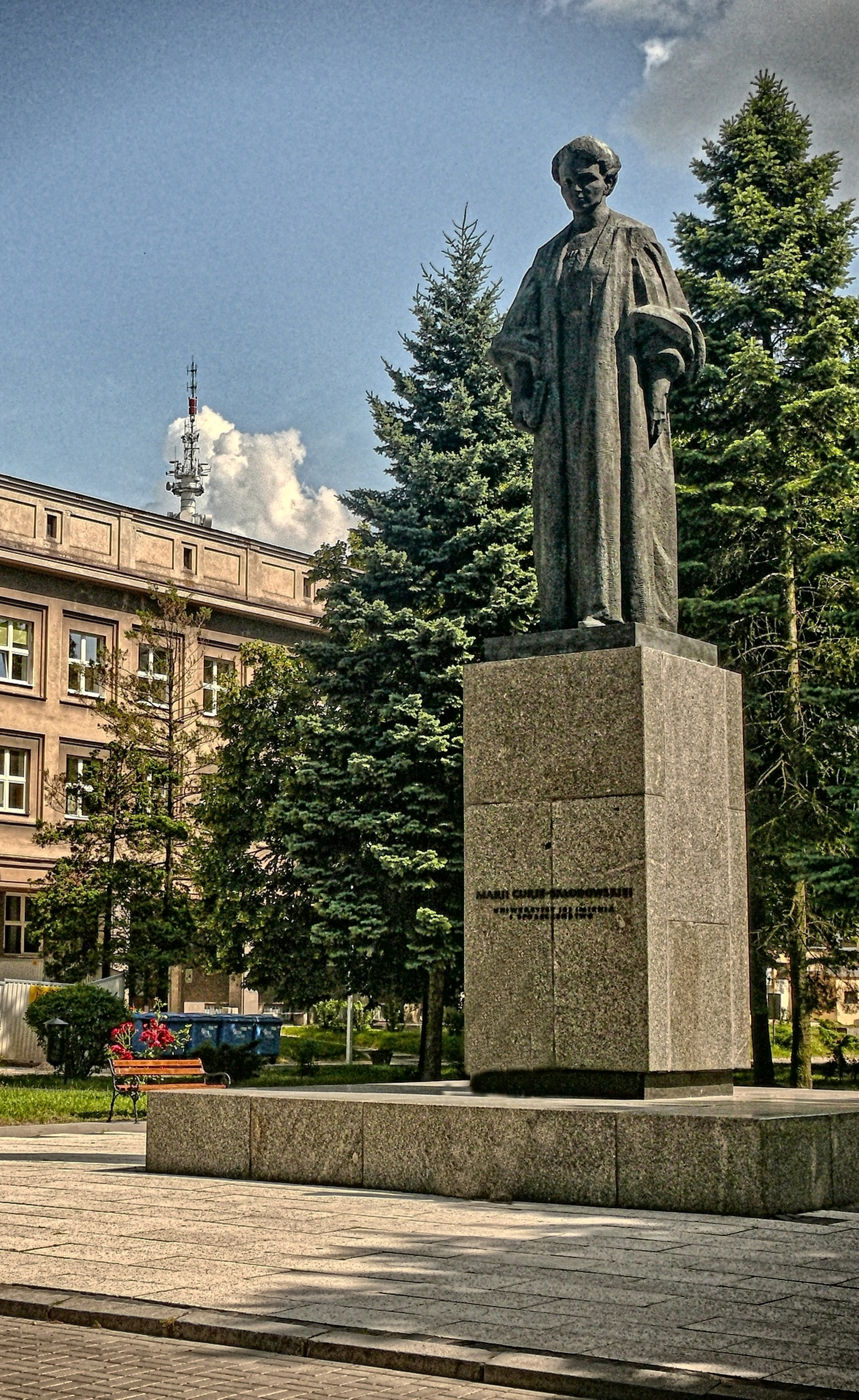
Estatua en la Universidad Maria Curie-Skłodowska en Lublin.

El historiador Tadeusz Estreicher, en Polski słownik biograficzny (1938), asegura que los aspectos físicos y sociales de la obra de los Curie contribuyeron sustancialmente al desarrollo mundial de los siglos XX y XXI. Leslie Pearce Williams, profesor de la Universidad Cornell, concluye que:

The result of the Curies' work was epoch-making. Radium's radioactivity was so great that it could not be ignored. It seemed to contradict the principle of the conservation of energy and therefore forced a reconsideration of the foundations of physics. On the experimental level the discovery of radium provided men like Ernest Rutherford with sources of radioactivity with which they could probe the structure of the atom. As a result of Rutherford's experiments with alpha radiation, the nuclear atom was first postulated. In medicine, the radioactivity of radium appeared to offer a means by which cancer could be successfully attacked.
El resultado del trabajo de los Curie fue una época de transformaciones. La radiactividad del radio era tan grande que no podía ser ignorada. Parecía contradecir el principio de la conservación de la energía y, por tanto, obligó a un replanteamiento de los fundamentos de la física. A nivel experimental, el descubrimiento del radio aportó a hombres como Ernest Rutherford las fuentes de radiactividad con las que comprobaron la estructura del átomo. Como resultado de los experimentos de Rutherford con radiación alfa, el núcleo atómico se postuló por vez primera. En Medicina, la radiactividad del radio parecía ofrecer un medio con el que el cáncer podría ser atacado con éxito.

Françoise Giroud considera que si bien la obra de Curie ayudó a revisar las ideas establecidas en la física y la química, también tuvo un efecto igualmente profundo en la esfera social. Para alcanzar sus logros científicos, Marie Curie tuvo que superar los obstáculos que encontró en su camino por ser mujer, tanto en su país natal como en su nueva patria. Giroud enfatiza ese aspecto de su vida y carrera en Marie Curie: A Life, en el que aborda su papel como precursora feminista. Pese a que el movimiento de los derechos de la mujer en Polonia elogiaba la labor de Marie Curie, la historiadora Natalie Stegmann asegura que ella no se comprometió con estos grupos ni apoyaba sus objetivos.
Según Estreicher, era conocida por su honestidad y estilo de vida moderado. Después de haber recibido una pequeña beca en 1893, regresó a Polonia en 1897, cuando ya podría ganar dinero para su subsistencia. Destinó gran parte del dinero de su primer premio Nobel a sus amigos, familiares, estudiantes e investigadores asociados. En una decisión inusual, se abstuvo intencionadamente de patentar el proceso de aislamiento del radio, por lo que la comunidad científica pudo investigarlo sin obstáculos. Estreicher asegura que Marie Curie insistía en que las donaciones monetarias y premios debían entregarse a las instituciones científicas a las que estaba afiliada en lugar de a ella misma. Los Curie tenían la costumbre de rechazar premios y medallas, como sucedió con la Legión de Honor. Albert Einstein comentó que probablemente Marie Curie fue «la única científica que no se corrompió por la fama».

## Tributos y referencias en la cultura popular

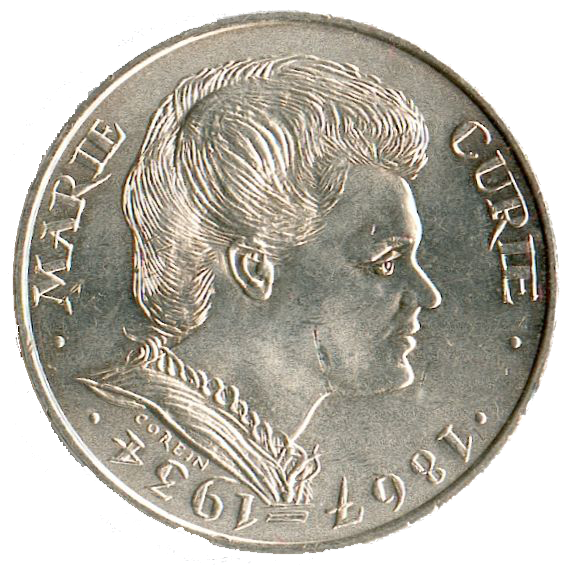
Reverso de una moneda de 100 ₣ (acuñada en 1984) en conmemoración del 50.º aniversario del fallecimiento de Maria Skłodowska-Curie.

Marie Curie se ha convertido en un ícono en el mundo científico y ha recibido homenajes de todo el mundo, incluso en la cultura popular. En una encuesta de 2009 realizada por la revista New Scientist, fue votada como «la mujer más inspiradora en la ciencia». Curie recibió el 25.1 % de los votos emitidos, casi el doble que Rosalind Franklin (con el 14.2 %).
Polonia y Francia declararon al 2011 el «Año de Marie Curie» y las Naciones Unidas establecieron que también sería el Año Internacional de la Química. El 10 de diciembre de ese año, los miembros de la Academia de Ciencias de Nueva York celebraron el centenario del segundo premio Nobel de Marie Curie, acompañados por la princesa Magdalena de Suecia.
Marie Curie fue la primera mujer en ganar un premio Nobel, la primera persona en ganar dos premios Nobel, la única mujer que los obtuvo en dos áreas, y en ganarlos en áreas científicas. Entre los premios que recibió destacan:
- Premio Nobel en Física(1903, con su marido Pierre Curie y Henri Becquerel)[186]
- Medalla Davy(1903, con Pierre)[187]
- Medalla Matteucci (1904, con Pierre)[187]
- Premio Actonian(1907)[188]
- Medalla Elliott Cresson(1909)[189]
- Premio Nobel de Química(1911)[190]
- Medalla Franklin de la Sociedad Filosófica Estadounidense (American Philosophical Society)(1911).ç

Recibió numerosos títulos honoríficos de universidades de todo el mundo. En Polonia, recibió doctorados honoríficos de la Universidad Nacional Politécnica de Lviv (1912), de la Universidad de Poznań (1922), de la Universidad Jaguelónica (1924) y del Politécnico de Varsovia (1926). En 1920 se convirtió en la primera mujer miembro de la Real Academia Danesa de Ciencias y Letras. En 1921, en Estados Unidos, se le concedió la condición de miembro de la sociedad de mujeres científicas Iota Sigma Pi. En 1924 se convirtió en miembro honorario de la Sociedad Química Polaca. La publicación en 1898 de Marie Curie con su marido y su colaborador Gustave Bémont de su descubrimiento del radio y el polonio fue honrada con el premio Citation for Chemical Breakthrough Award de la División de Historia de la Química de la Sociedad Americana de Química presentado al ESPCI de París en 2015.
Entre las entidades que han sido nombradas en su honor se encuentran:
- El curio (símbolo Ci), una unidad de radiactividad, fue nombrado en honor a ella y a su marido (aunque la comisión que decidió el nombre nunca declaró claramente si lo hicieron honrando a Pierre, Marie o ambos).[198]
- En 1946, los descubridores del elemento con número atómico 96 denominaron a su hallazgo curio (Cm), en honor al matrimonio Curie.[199]
- Tres minerales radiactivos también llevan el nombre de los Curie: curita, sklodowskita y cuprosklodowskita.[200] Marie Curie recibió numerosos grados honorarios de universidades de todo el mundo.[137]
- El programa de becas Acciones Marie Skłodowska-Curie de la Unión Europea para jóvenes científicos que deseen trabajar en un país extranjero.[201]
- En 2007, una estación de metro en París fue nombrada en honor al matrimonio Curie.
- Un reactor de investigación nuclear en Polonia se nombró Reactor Maria[202]
- El asteroide 7000 Curie, descubierto el 6 de noviembre de 1939 por Fernand Rigaux) también llevan su nombre.
- El avión comercial McDonnell Douglas MD-11 (registro PH-KCC)
- En 2011, nombraron en su honor el puente de Varsovia que cruza el río Vístula.[203]
- En enero de 2020, Satellogic, una empresa de análisis e imágenes de alta resolución para la observación de la Tierra, lanzó un microsatélite del tipo ÑuSat; el ÑuSat 8, también conocido como Marie, fue bautizado en su honor.[204]
- El cráter lunar Sklodowska lleva este nombre en su memoria.[205]
- En 1971 se constituyó la Universidad Pierre y Marie Curie (originalmente Université de Paris 6) a partir de las facultades de Ciencias y Medicina que se desmembraron de la Universidad de París original; eligieron su actual nombre en 1974 como homenaje a los Curie, pues ellos habían trabajado en sus laboratorios.[206]
- El Instituto Nacional de Investigación Oncológica Maria Sklodowska-Curie de Varsovia[207]

En 1935, Michalina Mościcka —esposa del presidente polaco Ignacy Mościcki— desveló una estatua de Marie Curie frente al Instituto del Radio en Varsovia. En 1944, durante el alzamiento de Varsovia contra la ocupación de la Alemania nazi, el monumento fue dañado por los disparos; después de la guerra se decidió dejar las marcas de bala en la estatua y su pedestal. Greer Garson y Walter Pidgeon protagonizaron la película, Madame Curie, basada en su vida. El filme tuvo siete nominaciones a los premios Óscar de 1943. En 1997, se estrenó una película francesa sobre Pierre y Marie Curie, Les Palmes de M. Schutz, como adaptación de una obra de teatro del mismo nombre y cuyo personaje protagónico fue interpretado por Isabelle Huppert. En 2016 la directora francesa Marie Noëlle dirigió una película biográfica (Marie Curie, protagonizada por Karolina Gruszka), que se aleja del perfil meramente científico de Marie Curie para dramatizar el escándalo que supuso su relación con Paul Langevin. En 2020 fue estrenada la película biográfica Radioactive, dirigida por la cineasta francoiraní Marjane Satrapi.
| Predecesor: Hendrik Antoon Lorentz y Pieter Zeeman | Premio Nobel de Física (con Antoine Henri Becquerel y Pierre Curie) 1903 | Sucesor: John W. Strutt, barón Rayleigh  |
| Predecesor: Otto Wallach                           | Premio Nobel de Química 1911                                             | Sucesor: Paul Sabatier y Victor Grignard |

## Publicaciones (selección)
Libros
- Skłodowska-Curie, M (1910). Traité de radioactivité. Dos volúmenes (en francés). París: Gauthier-Villars. OCLC 2191426.
- ——— (1921). La radiologie et la guerre (en francés). París: Librairie Félix Alcan. OCLC 8783347.
- ——— (1923). Pierre Curie (en francés). París: Payot. OCLC 3022646.
- ——— (1924). «Recueil des conférences-rapports de documentation sur la physique : L’Isotopie et les éléments isotopes». Journal de Physique (en francés) IX (2) (París: Blanchard in Komm). pp. 382-412. OCLC 162650959.
- ——— (1933). Les rayons α, β, γ des corps radioactifs en relation avec la structure nucléaire (en francés). París: Hermann. OCLC 600589812.
- ———; Joliot-Curie, I; Joliot-Curie, JF (1935, póstumo). Radioactivité (en francés). París: Hermann. OCLC 3623999.
- ———; Joliot-Curie, I (1954, póstumo). Prace Marii Skłodowskiej-Curie [Œuvres de Marie Skłodowska Curie] (en polaco y francés). Varsovia. Państwowe Wydawn. Naukowe. OCLC 782530.
- ——— (2004) [1959, póstuma]. Autobiografia i wspomnienia o Piotrze Curie (en polaco). Varsovia: Dom Wydawniczo-Promocyjny GAL. ISBN 978-83-921882-8-5. OCLC 750495927.

Artículos en revistas
| - Skłodowska-Curie, M (1897). «Propriétés magnétiques des aciers trempés». Comptes rendus hebdomadaires des séances de l’Académie des sciences (en francés) (París: Typographie Chamerot et Renouard) 125: 1165-1168. ISSN 0567-655X. - — (enero de 1898). «Propriétés magnétiques des aciers trempés». Bulletin de la Societe d’Encouragement pour l’Industrie Nationale. Cinquième série (en francés) (París: Typographie Chamerot et Renouard) 3: 36-76. ISSN 0366-3191. OCLC 13463832. - —; Lippmann, G (enero de 1898). «Rayons émis par les composés de l’uranium et du thorium». Comptes rendus hebdomadaires des séances de l’Académie des sciences (en francés) (París: Gauthier-Villars) 126 (1): 1101-1103. ISSN 0567-655X. OCLC 755721633. - —; Curie, P; Becquerel, H (julio de 1898). «Sur une substance nouvelle radio-active, contenue dans la pechblende». Comptes rendus hebdomadaires des séances de l’Académie des sciences (en francés) (París: Gauthier-Villars) 127 (3): 175-178. ISSN 0567-655X. OCLC 28555444. - —; Curie, P; Bémont, G; Becquerel, H (diciembre de 1898). «Sur une nouvelle substance fortement radio-active contenue dans la pechblende». Comptes rendus hebdomadaires des séances de l’Académie des sciences (en francés) (París: Gauthier-Villars) 127 (26): 1215-1217. ISSN 0567-655X. OCLC 28555645. - — (noviembre de 1899). «Sur la radio-activité provoquée par les rayons de Becquerel». Comptes rendus hebdomadaires des séances de l’Académie des sciences (en francés) (París: Gauthier-Villars) 129 (11): 714-716. ISSN 0567-655X. OCLC 922932365. - — (noviembre de 1899). «Effets chimiques produits par les rayons de Becquerel». Comptes rendus hebdomadaires des séances de l’Académie des sciences (en francés) (París: Gauthier-Villars) 129 (11): 823-825. ISSN 0567-655X. OCLC 922929798. - — (enero de 1900). «Sur la charge électrique des rayons déviables du radium». Comptes rendus hebdomadaires des séances de l’Académie des sciences (en francés) (París: Gauthier-Villars) 130 (1): 647-650. ISSN 0567-655X. - —; Curie, P (1900). «Les nouvelles substances radioactives et les rayons qu’elles emettent». Rapports présentés au congrès International de Physique réuni à Paris en 1900 sous les auspices de la Société Française de Physique (en francés) (París: Gauthier-Villars) 3: 79-114. OCLC 16881169. - — (1902). «Sur les corps radioactifs». Comptes rendus hebdomadaires des séances de l’Académie des sciences (en francés) (París: Gauthier-Villars) 134 (2): 85-87. ISSN 0567-655X. OCLC 54279169. - —; Mascart, E (1902). «Sur le poids atomique du radium». Comptes rendus hebdomadaires des séances de l’Académie des sciences (en francés) (París: Masson) 135 (7): 161-163. ISSN 0567-655X. - —; Curie, P (1906). «Sur la diminution de la radioactivité du polonium avec le temps». Comptes rendus hebdomadaires des séances de l’Académie des sciences (en francés) (París: Masson) 142 (9): 273-276. ISSN 0567-655X. | - — (1907). «Sur le poids atomique du radium». Comptes rendus hebdomadaires des séances de l’Académie des sciences (en francés) (París: Masson) 145 (2): 422-425. ISSN 0567-655X. OCLC 75533761. - — (1907). «Action de la pesanteur sur le dépôt de la radioactivité induite». Comptes rendus hebdomadaires des séances de l’Académie des sciences (en francés) (París: Masson) 145 (2): 477-480. ISSN 0567-655X. - —; Gleditsch, E (1908). «Action de l’émanation du radium sur les solutions de sels de cuivre». Comptes rendus hebdomadaires des séances de l’Académie des sciences (en francés) (París: Masson) 147 (8): 345-349. ISSN 0567-655X. - —; Debierne, A-L (1910). «Sur le radium métallique». Comptes rendus hebdomadaires des séances de l’Académie des sciences (en francés) (París: Masson) 151 (15): 523-525. ISSN 0567-655X. - —; Kamerlingh Onnes, H (1913). «The radiation of radium at the temperature of liquid hydrogen». Proceedings of the Royal Netherlands Academy of Arts and Sciences (en inglés) (Ámsterdam: Koninklijke Nederlandse Akademie van Wetenschappen/Noord-Hollandsche Uitgeversmaatschappij) 15 (2): 1406-1430. ISSN 0370-0348. - —; Cotelle, S (1930). «Sur la vie moyenne de l’ionium». Comptes rendus hebdomadaires des séances de l’Académie des sciences (en francés) (París: Masson) 190 (22): 1289-1292. ISSN 0567-655X. - —; Fournier, G (1930). «Sur une relation entre la constante de désintégration des radioéléments émettant des rayons et leur capacité de filiation». Comptes rendus hebdomadaires des séances de l’Académie des sciences (en francés) (París: Masson) 191 (23): 326-329. ISSN 0567-655X. - — (1930). «Sur la relation entre l’émission de rayons de long parcours et de rayons». Comptes rendus hebdomadaires des séances de l’Académie des sciences (en francés) (París: Masson) 191 (191): 1055-1058. ISSN 0567-655X. - —; Aminyu Rosenblum, S (1931). «Spectre magnétique des rayons du dépôt actif de l’actinon». Comptes rendus hebdomadaires des séances de l’Académie des sciences (en francés) (París: Masson) 193 (1): 33-35. ISSN 0567-655X. - —; — (1932). «Sur la structure fine du spectre magnétique des rayons du radioactinium». Comptes rendus hebdomadaires des séances de l’Académie des sciences (en francés) (París: Masson) 194 (7): 1232-1235. ISSN 0567-655X. - —; — (1933). «Sur la structure fine du spectre magnétique des rayons du radioactinium et de ses dérivés». Comptes rendus hebdomadaires des séances de l’Académie des sciences (en francés) (París: Masson) 196 (19): 1598-1600. ISSN 0567-655X. |